# Gianni Gambi
Gianni Gambi (Ancona, 1955 – 1991) was een Italiaans klavecimbel- en pianofortespeler.

Gianni Gambi in 1986

## Levensloop
Gambi specialiseerde zich in de studie van en de interpretatie op oude klavierinstrumenten. Hij studeerde ook filosofie aan de Universiteit van Bologna.
Hij volgde lessen bij de pianiste De Sabata en werd zelf docent aan het Conservatorium Rossini in Pesaro.
In 1986 behaalde hij de Derde prijs in de internationale wedstrijd pianoforte, in het kader van het Festival Musica Antiqua Brugge. Hij verkreeg vervolgens een Nederlandse studiebeurs om zich te gaan volmaken bij Stanley Hoogland. Hij richtte tevens een jaarlijkse 'Week van de Pianoforte' in, die doorging in Ancona. Hij was ook medeoprichter van het ensemble 'Società Filarmonica Marchigiana', waarvan hij tevens de klavecinist was. 
Hij stierf in mei 1991 aan een ongeneeslijke ziekte. Om zijn gedachtenis in eer te houden organiseert het Conservatorium van Pesaro sinds 1997 elk jaar een klavecimbelconcours dat zijn naam draagt.